# Świdnik
Świdnikⓘ é um município no leste da Polônia. Pertence à voivodia de Lublin. É a sede do condado de Świdnik. Estende-se por uma área de 20,4 km², com 38 174 habitantes, segundo o censo de 21 de dezembro de 2021, com uma densidade populacional de 1 871,3 hab./km².
Em 1786, Świdnik era uma vila real no condado de Lublin da voivodia de Lublin. Obteve os direitos de cidade em 1954.
A cidade é mais conhecida pela fábrica de aviação WSK PZL Świdnik, que produz, entre outros, os helicópteros PZL W-3 Sokół, Anakonda e PZL SW-4 e, no passado, também o Mi-1 (na versão polonesa SM-1), o Mi-2 (produzido apenas em Świdnik) e as motocicletas WSK. Também é conhecido pela colônia de esquilos-terrestres-malhados (Spermophilus suslicus) na grama do aeródromo. O Aeroporto de Lublin está localizado em Świdnik.

## Localização
Świdnik está localizada no planalto de Świdnica (de acordo com Jerzy Kondracki), pertencente ao planalto de Lublin. É uma planície de desnudação, sujeita a erosão e intemperismos, desprovida de cobertura de loesse, ao contrário das mesorregiões circundantes.
Está localizada a cerca de 10 km a leste de Lublin e a várias dezenas de quilômetros dos postos de fronteira com a Ucrânia (em Dorohusk) e a Bielorrússia (em Terespol). Também está localizada perto das áreas recreativas da região do lago Łęczyńsko-Włodawskie, cerca de 30 km a sudoeste.
Segundo dados de 31 de dezembro de 2021, a área da cidade era de 20,4 km².
Historicamente, Świdnik está localizada na Pequena Polônia. Localizava-se na região de Lublin. Nos anos 1975−1998, a cidade pertenceu administrativamente à voivodia de Lublin.

## Recursos naturais

### Natureza
Existem várias florestas nos limites de Świdnik (pertencente à Inspetoria Florestal de Świdnik). A Floresta Świdnicki (Rejkowizna), localizada a oeste do desenvolvimento urbano, domina. Há um alojamento de guarda-caça no meio da floresta. Toda a floresta está localizada na comuna.
A segunda floresta em Świdnik é o Floresta Pós-Hospital (Wilcze Doły), localizada ao norte da fábrica WSK PZL Świdnik. Na comuna existe apenas uma pequena parte da floresta, em frente à rua Melgiewska. Com a construção da fábrica WSK, uma pequena parte da mata ao sul da fábrica foi separada do restante da Floresta Pós-Hospital, que hoje funciona como parque florestal da fábrica. Em 2010, parte da floresta atrás da WSK foi derrubada com a construção do aeroporto.
Ao sul do desenvolvimento urbano, na colônia de Krępiec, há também uma pequena floresta Bażantaria em várias partes.

#### Vegetação municipal
Embora Świdnik não tenha um grande parque urbano, muitas árvores de beira de estrada são plantadas na própria cidade, especialmente em seu centro. A rua principal da cidade, rua Niepodległości, a qual é uma espécie de avenida arborizada (embora não tenha caráter histórico). Também existem muitos bosques e gramados com arbustos na cidade.
Existem também várias praças na cidade: na esquina da rua Niepodległości com a Cardeal Wyszyńskiego, e na esquina da rua Niepodległości e a avenida Lotników Polskich.

#### Colônia de esquilos-terrestres-manchados

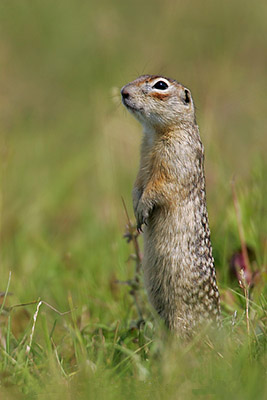
Esquilo-terrestre-manchado

O esquilo-terrestre-manchado (Spermophilus suslicus), sendo uma espécie ameaçada e protegida, instalou-se no gramado do aeródromo em Świdnik por algum tempo. Por esta razão, a área do aeroporto foi submetida ao programa Natura 2000 para proteger a espécie.
Enquanto em 2006 a população de esquilos-terrestres era de cerca de 12 000, em 2008 havia apenas mil deles. Atualmente, o número de esquilos-terrestres diminuiu para 75. No entanto, os cientistas esperam que a colônia volte a crescer.

### Topografia e conjuntos habitacionais
A área da comuna de Świdnik é de 20,4 km². O centro da cidade possui com prédios de três andares (na rua Niepodległości) e dois andares da era do realismo socialista. Nos arredores do sul e leste de Śródmieście, existem novos conjuntos habitacionais: Racławickie, Kościuszki e Kopernika. Ainda mais longe (atrás das ruas Racławicka e Kosynierów) existem conjuntos habitacionais de idade semelhante: Lotnicze, Brzeziny (I e II) e Wschód. Atrás do Brzeziny I e II está um dos conjuntos habitacionais multifamiliares mais jovens, Brzeziny-Kalina enquanto atrás do conjunto habitacional Lotnicze, o conjunto Polesie está em construção. Também do outro lado da rua Kusocińskiego do Brzeziny II está o conjunto habitacional unifamiliar Kusocińskiego.
A oeste de Śródmieście e do conjunto Lotniczy (atrás da avenida Lotników Polskich) existe um grande distrito unifamiliar, Adampol. Há também um conjunto habitacional unifamiliar, Radość, um pouco mais novo e mais regular próximo a ele. Ao norte de Adampol, atrás dos trilhos da ferrovia e em frente ao aeroporto, fica o conjunto habitacional Żwirki i Wigury, e ao sul de Adampol fica um pequeno conjunto habitacional multifamiliar chamado Słoneczne, perto da floresta.
Atrás das pistas do aeroporto também estão os campos esportivos da FKS Avia Świdnik, e atrás deles há um aeroporto esportivo de grama e a fábrica WSK PZL Świdnik.
Ao sul e ao sudoeste da área urbana compacta está a Colônia Krępiec, e ao noroeste, a Colônia Świdnik Mały e depois a Colônia Biskupie (também se estendendo além da Floresta Świdnicki). No leste, por sua vez, existem terras pertencentes a Nowy Krępiec.

## Clima
Conforme a classificação climática de Köppen-Geiger, Świdnik situa-se na zona Cfb − clima temperado oceânico. Na cidade de Świdnik, a temperatura média anual é de 8,9° C. Nesta área, a precipitação média anual é de 724 mm. Está localizada no Hemisfério Norte. Os meses de verão são: junho, julho, agosto, setembro. O mês mais seco é fevereiro, com 43 mm de precipitação. O mês mais quente do ano é julho, com temperatura média de 19,9 °C. A temperatura média mais baixa do ano ocorre em janeiro e é de aproximadamente -2,6 °C.
A diferença de precipitação entre o mês mais seco e o mais úmido é de 48 mm. A variação de temperatura durante o ano é de 22,5 °C. O mês com a maior umidade relativa é novembro (84%). O mês com a menor umidade relativa é abril (67%). O mês com o maior número de dias de chuva é julho (10 dias). O mês com o menor número é outubro (7 dias).
| Dados climatológicos para Świdnik | Dados climatológicos para Świdnik | Dados climatológicos para Świdnik | Dados climatológicos para Świdnik | Dados climatológicos para Świdnik | Dados climatológicos para Świdnik | Dados climatológicos para Świdnik | Dados climatológicos para Świdnik | Dados climatológicos para Świdnik | Dados climatológicos para Świdnik | Dados climatológicos para Świdnik | Dados climatológicos para Świdnik | Dados climatológicos para Świdnik | Dados climatológicos para Świdnik |
| Mês | Jan                               | Fev                               | Mar                               | Abr                               | Mai                               | Jun                               | Jul                               | Ago                               | Set                               | Out                               | Nov                               | Dez                               | Ano                               |
| --- | --------------------------------- | --------------------------------- | --------------------------------- | --------------------------------- | --------------------------------- | --------------------------------- | --------------------------------- | --------------------------------- | --------------------------------- | --------------------------------- | --------------------------------- | --------------------------------- | --------------------------------- |
| Temperatura máxima média (°C) | −0,3                              | 1,5                               | 6,6                               | 13,7                              | 18,7                              | 21,9                              | 24,0                              | 23,5                              | 18,3                              | 12,3                              | 6,8                               | 1,8                               | 12,4                              |
| Temperatura média (°C) | −2,6                              | −1,4                              | 2,7                               | 9,1                               | 14,4                              | 17,8                              | 19,9                              | 19,3                              | 14,4                              | 9,0                               | 4,4                               | −0,2                              | 8,9                               |
| Temperatura mínima média (°C) | −5,1                              | −4,3                              | −1,2                              | 4,1                               | 9,4                               | 13,0                              | 15,4                              | 14,8                              | 10,5                              | 5,9                               | 2,2                               | −2,2                              | 4,4                               |
| Precipitação (mm) | 47                                | 43                                | 51                                | 56                                | 75                                | 78                                | 91                                | 71                                | 68                                | 50                                | 47                                | 47                                | 724                               |
| Dias com chuva | 8                                 | 8                                 | 9                                 | 8                                 | 9                                 | 9                                 | 10                                | 8                                 | 8                                 | 7                                 | 8                                 | 8                                 | 100                               |
| Umidade relativa (%) | 84                                | 82                                | 76                                | 67                                | 67                                | 68                                | 70                                | 68                                | 73                                | 78                                | 84                                | 84                                | 75,1                              |
| Insolação (h) | 2,5                               | 3,3                               | 5,5                               | 8,7                               | 10,1                              | 11,0                              | 10,9                              | 10,2                              | 7,1                               | 5,1                               | 3,3                               | 2,3                               | 80,0                              |
| Fonte: Climate-Data.org Dados: 1991−2021: temperatura mínima (°C), temperatura máxima (°C), precipitação (mm), umidade, dias chuvosos. Dados: 1999−2019: horas de sol |                                   |                                   |                                   |                                   |                                   |                                   |                                   |                                   |                                   |                                   |                                   |                                   |                                   |

## Demografia

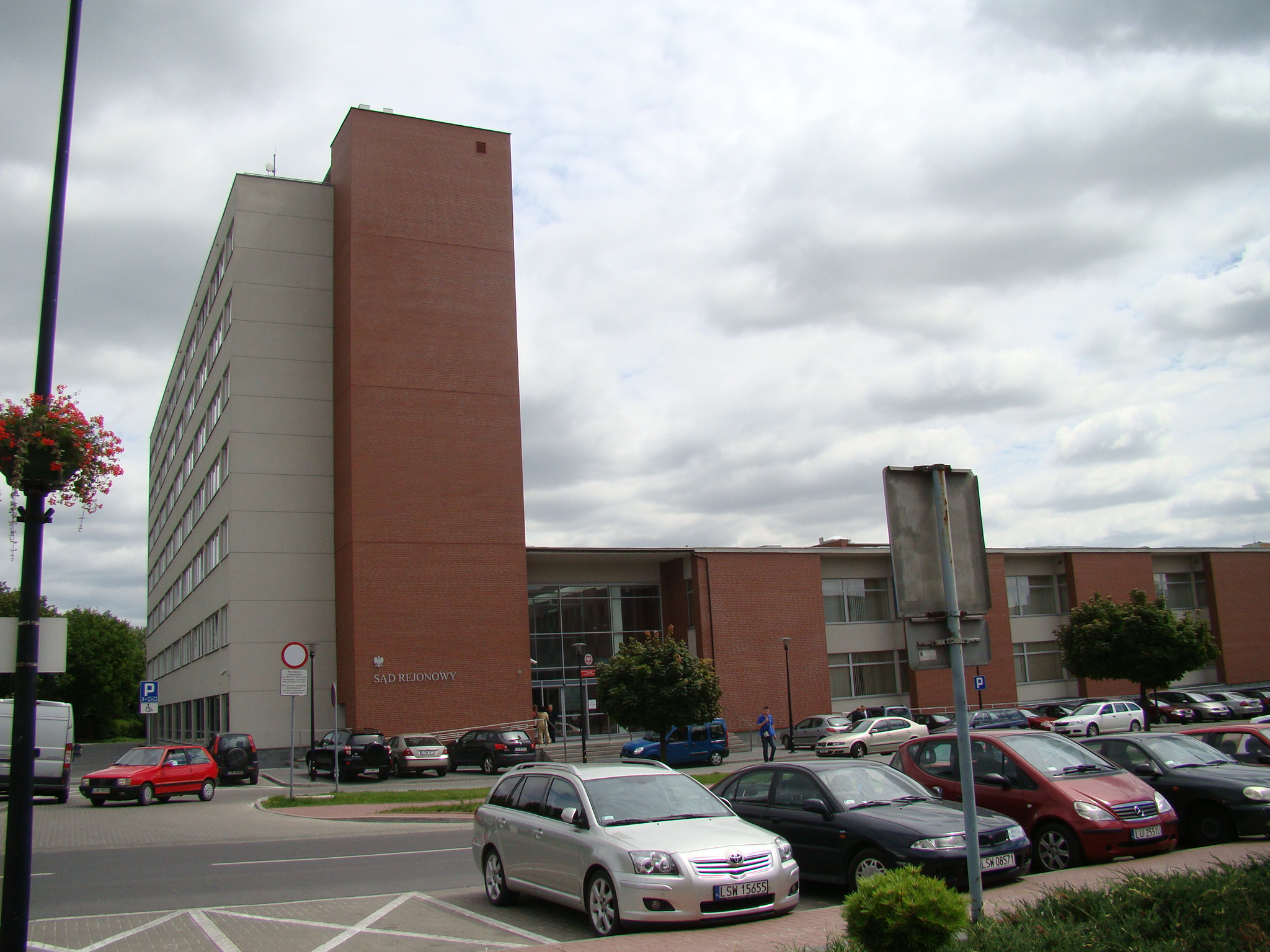
Tribunal Distrital de Lublin-Leste com sede em Świdnik

Conforme os dados do Escritório Central de Estatística da Polônia (GUS) de 31 de dezembro de 2022, Świdnik é uma cidade pequena com uma população de 36 992 habitantes (6.º lugar na voivodia de Lublin e 117.º na Polônia), tem uma área de 20,4 km² (17.º lugar na voivodia de Lublin e 293.º lugar na Polônia) e uma densidade populacional de 1 818 hab./km² (3.º lugar na voivodia de Lublin e 80.º lugar na Polônia). Nos anos 2002–2021, o número de habitantes diminuiu 4,8%.
Os habitantes de Świdnik constituem cerca de 52,26% da população do condado de Świdnik, constituindo 1,83% da população da voivodia de Lublin.
| Descrição                         | Total      | Total    | Mulheres   | Mulheres | Homens     | Homens   |
| --------------------------------- | ---------- | -------- | ---------- | -------- | ---------- | -------- |
| unidade                           | habitantes | %        | habitantes | %        | habitantes | %        |
| população                         | 36 992     | 100      | 19 578     | 52,9     | 17 414     | 47,1     |
| superfície                        | 20,4 km²   | 20,4 km² | 20,4 km²   | 20,4 km² | 20,4 km²   | 20,4 km² |
| densidade populacional (hab./km²) | 1 818      | 1 818    | 961,7      | 961,7    | 856,3      | 856,3    |

## História

### História até 1937
Os vestígios mais antigos da presença humana próximo de Świdnik vêm do final da Idade da Pedra. Traços de presença humana foram encontrados nas aldeias ao redor de Świdnik e datam de 3 000 a.C. No início da Idade Média, a área ao redor da atual Świdnik pertencia à castelania de Lublin. Assim, a história de Świdnik e seus arredores, ainda está ligada à história da vizinha Lublin. Mais especificamente, a história de Świdnik está relacionada com a história de três aldeias próximas: Adampol, Świdnik e Krępiec. O nome da cidade foi adotado após a guerra do nome da aldeia mais próxima da Fábrica de Equipamentos de Transportes. O próprio nome de Świdnik pode ser encontrado em várias partes da Polônia: uma vila em Nowy Sącz, Limanów e Jelenia Góra. O nome também é conhecido em áreas estrangeiras, por exemplo, Svidník na Eslováquia e Świdnik na Ucrânia. É um nome de água do russo: “svyd”. No significado associado à palavra Świda — umidade. Portanto, esse nome pode se referir tanto a áreas úmidas quanto a florestas. Três aldeias com o nome de Świdnik são separadas da cidade por um aeroporto e sua distância do centro é de cerca de 5 km. Essas aldeias são Świdnik Duży, Świdnik Mały e Świdniczek, que com o tempo deram origem a Biskupie. A menção mais antiga do nome de Świdnik remonta a 1326, sendo a primeira menção da existência da aldeia de Świdnik nas fontes.
A primeira menção de Świdnik vem de 1392, quando o nome de Świdnik Wielki (Świdnik Maior ou Magna Swydnyk) aparece nas fontes. Este ano, o rei Ladislau II Jagelão concedeu a vila real a Piotr de Moszna, e a vila foi fundada sob a lei alemã. Nos anos 1393–1421, aparece o nome Świdnik Mały (Świdnik Minor), legado em 1442 por Ladislau III a quatro irmãos de Hadynów (Podláquia). Em 1450, surge o nome de outra aldeia, Świdniczek. Nos anos 1470–1480, a vila era propriedade do prebendário do castelo de Lublin. A data do aparecimento de Świdnik é quando Ladislau II Jagelão o transferiu para a lei Średzki. Ele então concedeu a Piotr de Moszna uma vila de 48,4 hectares, prados e uma pousada. Outra data é 1497, quando João I Alberto concedeu aos senhores do castelo em Lublin algum rendimento da aldeia. Em 1564, existia uma quinta senhorial, 32 camponeses em 500 hectares, 14 herdades e uma hospedaria. Nos séculos XVII e XVIII, as aldeias de Świdnik aparecem nas páginas da história, principalmente devido a revoltas camponesas. O inquilino de Świdnik Duze, Michał Romanowski, é apresentado como um famoso homem cruel. Ele ordenou que os camponeses servissem contra a lei seis vezes por semana. Os camponeses lutaram continuamente contra ela nos anos 1690–1703. Por sua vez, em 1712, os camponeses foram submetidos a represálias por falarem contra o senhor da administração local de Świdnik Mały. Em 1745, camponeses de Świdnik Duze e Mały destruíram as plantações e edifícios do escritório do funcionário da administração local.
Em 1795, as aldeias com o nome comum de Świdnik foram incorporadas à partição austríaca. Então, em 1809, elas foram anexadas ao Ducado de Varsóvia, mas a partir de 1815 elas estavam no Reino do Congresso (partição russa). Próximo de Świdnik em 1863, ocorreram lutas como parte da Revolta de Janeiro. Elas terminaram com a derrota em Fajsławice em 24 de agosto de 1863. Esses eventos são comemorados pelo monumento aos insurgentes mortos de janeiro erguido na Floresta Dominowski (também conhecida como Floresta Minkowicki) perto de Świdnik.
A primeira ferrovia passou por Świdnik em 1877, com a construção da Ferrovia do Vístula. Por esta razão, nos anos 1905–1914, foi construído o edifício vermelho da estação ferroviária de Świdnik. É uma estação gêmea das idênticas construídas pelas autoridades czaristas em Minkowice, Jaszczów, Kanie e Zawadówka na rota Lublin-Chełm. É também o edifício público mais antigo de Świdnik. Durante a Primeira Guerra Mundial, a área de Świdnik e seus arredores se tornaram um local de batalhas ferozes entre os exércitos russo e austro-húngaro. As batalhas ocorreram na linha ferroviária Lublin-Chełm em 20 de agosto de 1914 e 28 a 30 de julho de 1915. Seu efeito foi a derrota do exército russo e a ocupação (a partir de 30 de julho de 1915) dessas áreas pelo exército austro-húngaros. De 1915 a novembro de 1918, a área de Świdnik esteve sob ocupação militar austríaca. A partir de novembro de 1918, a área passou a fazer parte do Estado polonês independente. Na virada dos séculos XIX e XX, notou-se em Świdnik um microclima específico, propício à recreação e que auxiliava no tratamento do reumatismo. Assim, na aldeia vizinha de Adampol, na estação ferroviária de Świdnik (a chamada “estação antiga”, atualmente fechada), foi instalada uma estância de veraneio e uma estância de saúde, que mais tarde, como resultado de investimentos na aviação e na Segunda Guerra Mundial, deixou de existir. Adampol, hoje um dos distritos de Świdnik, era uma estância termal popular de verão entre os habitantes de Lublin. Caracterizou-se por inúmeras casas de madeira desde o início do século até há década de 1930, remetendo conscientemente para a construção de estâncias balneares de montanha.

### Investimentos na aviação, guerra e os primórdios da cidade (1937−1954)

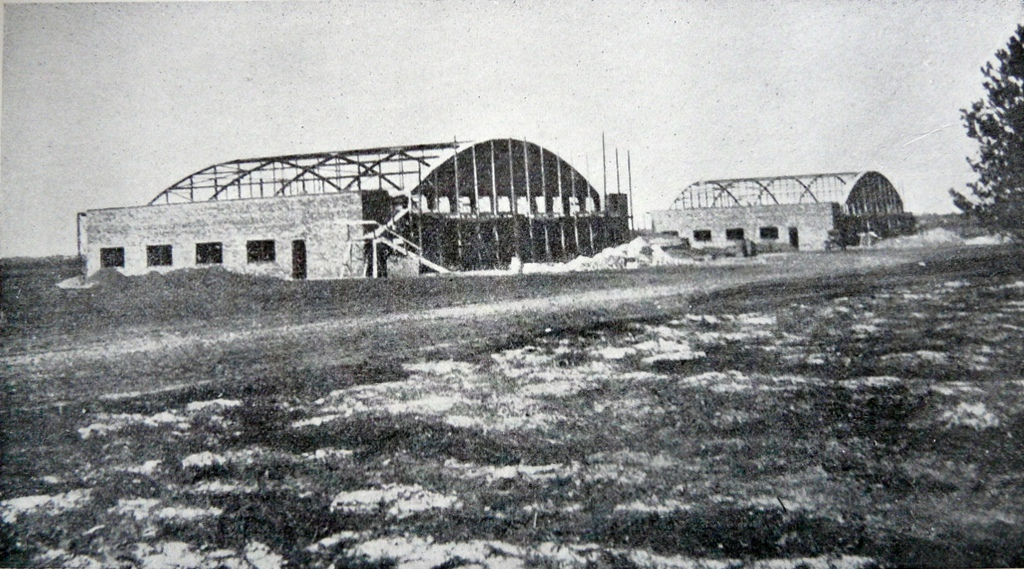
Antiga escola de pilotos em construção da Liga de Defesa Aérea e Antigás

Em 1937, foi adquirido à Congregação das Irmãs da Caridade de São Vicente de Paulo (Vicentinas) 146 hectares de terreno, e logo no outono desse ano iniciou-se a construção da escola de Pilotos Civis da Liga de Defesa Aérea e Antigás Marechal Śmigły-Rydz. No final de junho de 1938, a escola iniciou o funcionamento normal e, no outono, foi organizada a primeira rodada de treinamento − em pilotagem de motores. O aeroporto designado na área comprada em 1939 tinha dimensões de 800 × 750 m e inaugurado em 4 de junho de 1939. Este evento determinou o caráter da aviação da futura cidade. No entanto, o aeroporto e a escola de pilotos foram bombardeados pelos alemães em 2 de setembro de 1939 e, posteriormente, durante a guerra, foram usados para fins militares.

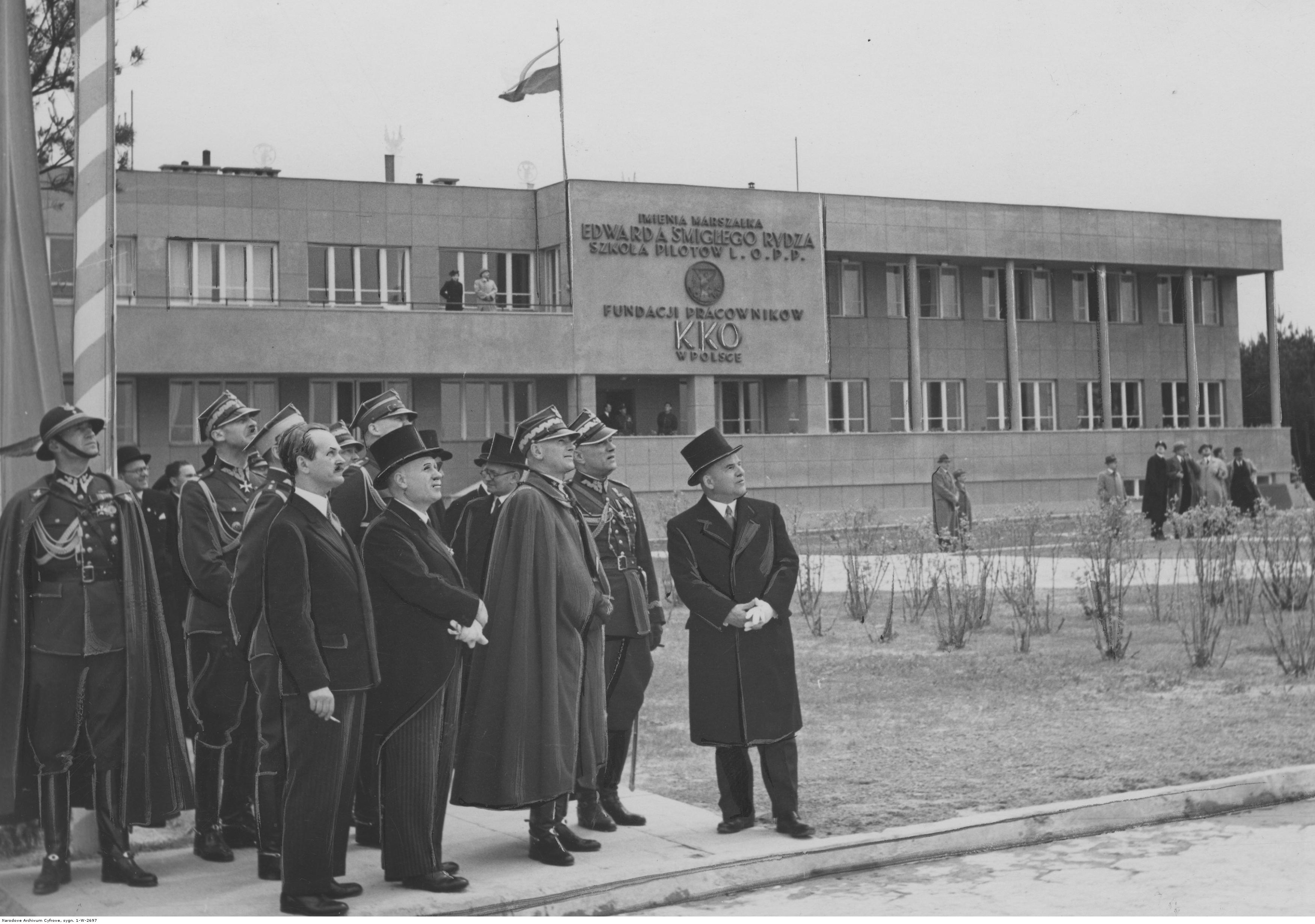
Inauguração da Escola de Pilotos L.O.P.P. em 1939

Em 17 de setembro de 1939, o aeroporto de Świdnik, com o de Lublin, foi ocupado por soldados alemães. As instalações da escola e os hangares do aeroporto foram danificados pelo bombardeio. Durante a ocupação, os alemães usaram o aeroporto e os edifícios adjacentes a ele para seus próprios fins. O aeroporto foi particularmente importante para a Luftwaffe durante o ataque à União Soviética (plano “Barbarossa” 22 de junho de 1941). Antes que o Exército Vermelho e as tropas do Exército do Povo Polonês entrassem em julho de 1944, os alemães explodiram o prédio da escola e os hangares. O campo de pouso, parcialmente arado pelos alemães, estava tão bem preservado que em 11 de agosto o primeiro transporte decolou do aeroporto de Świdnik, no qual a direção da organização clandestina de Lublin e a Delegação do Governo da Polônia foram enviadas para prisões soviéticas e campos de trabalho. O aeroporto em Świdnik foi usado pelos soviéticos até a primavera de 1946. Durante os anos da Segunda Guerra Mundial, os guerrilheiros estavam ativos nas florestas perto de Świdnik, bem como em toda a região de Lublin, representados pelo Exército da Pátria, Exército do Povo, Batalhões de Camponês e Forças Armadas Nacionais. Em 20 de abril de 1944, na área de Świdnik, uma unidade partidária do Exército Popular descarrilou dois trens de carga. O período de ocupação foi também um trágico destino da população local. Entre Świdnik e Lublin havia um campo de concentração chamado Majdanek (nome alemão para KL Lublin). Refugiados de Majdanek muitas vezes se refugiaram na aldeia de Adampol, que por sua vez trouxe repressões alemãs sobre seus habitantes. A Floresta Krępiecki, localizada perto de Świdnik, foi o local da trágica morte de mais de 30 000 pessoas nos anos 1941–1944: prisioneiros do campo de Majdanek, do Castelo de Lublin, judeus de Lublin e residentes da área de Świdnik. Esses eventos que testemunham a tragédia dessas áreas durante a ocupação são lembrados por um monumento-túmulo monumental em uma clareira na Floresta Krępiec. Pouco antes das tropas soviéticas entrarem em Lublin e Świdnik em julho de 1944, os alemães conseguiram destruir o aeroporto.
Após a guerra, em 1949, iniciou-se a derrubada da floresta para a construção da Fábrica de Equipamentos de Aviação (começou um ano depois), inaugurada em 1951. Os primeiros funcionários da fábrica viviam em quartéis no atual parque da fábrica e em Franciszków. Em 1951, os primeiros blocos de apartamentos foram erguidos nas ruas Świerczewskiego e Sławińskiego (agora Okulickiego e Niepodległości). Inicialmente, a função da moradia era desempenhada por quartéis e hotéis para os trabalhadores construídos próximos à fábrica. Estes apartamentos de um quarto, principalmente de um andar, eram equipados com instalações sanitárias comuns. Eles eram destinados a trabalhadores que construíam a Fábrica de equipamentos. O próximo passo para o desenvolvimento foi a criação de edifícios residenciais. O plano previa a expansão sucessiva da herdade com base em novos quarteirões sucessivamente balizados, que com o tempo constituiriam um complexo edificado de maior dimensão. Supunha-se que o conjunto habitacional acomodaria 2 500 habitantes. Os primeiros blocos de apartamentos “zorowskie”, que eram o núcleo da cidade, surgiram em 1951. Estes incluem os blocos dos conjuntos “A” e “C” localizados na atual rua Okulickiego (anteriormente Świerczewski) e Niepodległości (anteriormente Sławiński). O complexo destes edifícios foi organizado para remeter na sua forma a edifícios de quartéis. Em 1951 iniciou-se a construção de uma escola, na qual foram instaladas uma Escola Primária e uma Escola Secundária TPD1. Em 1953, o cinema Lot estava localizado no edifício do posterior clube “Iskra” na rua Przodowników Pracy. Em 1952, a fábrica WSK iniciou a produção. Isso causou um maior afluxo de pessoas. Enquanto em 1951 a população de Świdnik era de 2 800 pessoas, em 1955 já havia atingido 7 345 pessoas. Assim, o plano foi modificado e novos conjuntos habitacionais foram colocados com mais liberdade. A cidade desenvolveu-se tão rapidamente que, em 7 de outubro de 1954, foi emitida uma portaria concedendo à então gromada de Adampol o estatuto de cidade. Este decreto entrou em vigor em 13 de novembro de 1954, e o nome da nova cidade foi alterado para Świdnik. Naquela época, a cidade tinha uma população de 7 000 habitantes.

### Desenvolvimento rápido (1954−1980)
A oportunidade de trabalhar na nova fábrica fez com que muitas pessoas viessem para Świdnik. Portanto, a cidade se desenvolveu muito rapidamente. Świdnik deveria ser considerada uma cidade planejada (e não natural), que deveria ser uma cidade tipicamente socialista.
Świdnik começou a se desenvolver em direção ao sul e leste. Nas décadas de 1950, 1960 e 1970, foram construídos novos conjuntos habitacionais: Racławickie, Kopernika, Kościuszki, bem como outros: Sławińskiego-Wschód (agora Wschód), Lotnicze, Brzeziny, bem como conjuntos habitacionais de casas unifamiliares: Radość, Żwirki i Wigury e Olimpijczyków (atualmente Kusociński). Também Adampol se desenvolveu cada vez mais intensivamente. A par do desenvolvimento espacial, foram contratadas mais instituições: escolas, clínicas, um hospital, um cinema, enquanto a construção da primeira igreja foi concluída em meados da década de 1980 (mais de 20 anos após o início da coleta de assinaturas que exigiam a sua construção). Em 1960, a população era de 11 000, e em 1970 já 20 000.

### Greves e resistência (1980−1989)
Em 8 de julho de 1980, uma greve estourou no Fábrica de Equipamentos de Aviação PZL Świdnik, geralmente conhecida como Lubelski Lipiec 1980, iniciada em Lublin em julho de 1980 e depois em agosto de 1980. Esses eventos levaram à criação do NSZZ “Solidariedade”. A greve de julho de 1980 também desencadeou muitas outras greves na região, enquanto os comitês fundadores começaram a se formar na Fábrica de Equipamentos de Aviação e em outras fábricas da região.
Em 13 de dezembro de 1981, a lei marcial foi introduzida e a fábrica de Equipamentos de Aviação Świdnik foi pacificada. Muitos ativistas do “Solidariedade” foram presos e internados, razão pela qual “S” foi para a clandestinidade. Também os habitantes da cidade protestaram contra a introdução da lei marcial. No dia 13 de cada mês, muitos moradores acendiam velas nas janelas de seus apartamentos. Além disso, os protestos eram as Caminhadas de Świdnik, ou seja, saídas em massa dos habitantes de Świdnik para uma caminhada durante a transmissão da TV Dziennik. Isso resultou na introdução de um toque de recolher mais cedo do que o normal pela milícia e em numerosas repressões. Em 1982, a Comissão Nacional “Solidariedade” premiou a comunidade de Świdnik por esta atitude.
Em 1985, Świdnik tinha 37 000 habitantes.

### Após a mudança política (desde 1989)
Após a transformação política em 1989, Świdnik expandiu-se com vários novos conjuntos habitacionais. No final dos anos 90 do século XX, o conjunto habitacional Słoneczne, e depois de 2000, o Brzeziny-Kalina e parte do conjunto Polesie (ainda em construção).
Em dezembro de 2012, um novo aeroporto de Lublin-Świdnik foi inaugurado.

## Atrações turísticas

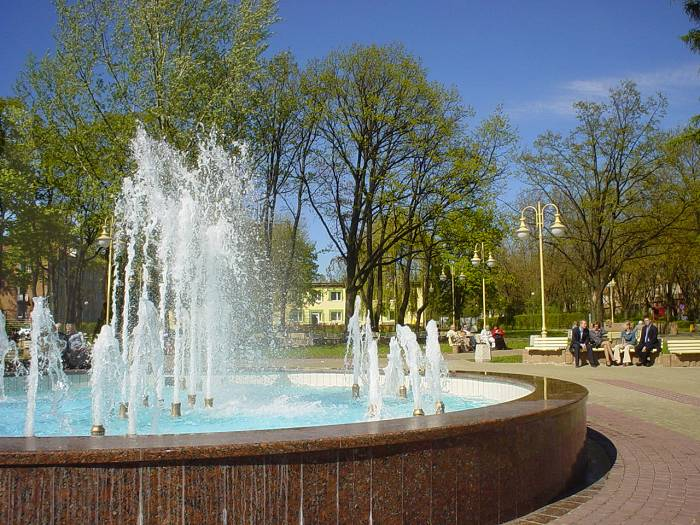
Fonte Świdnik

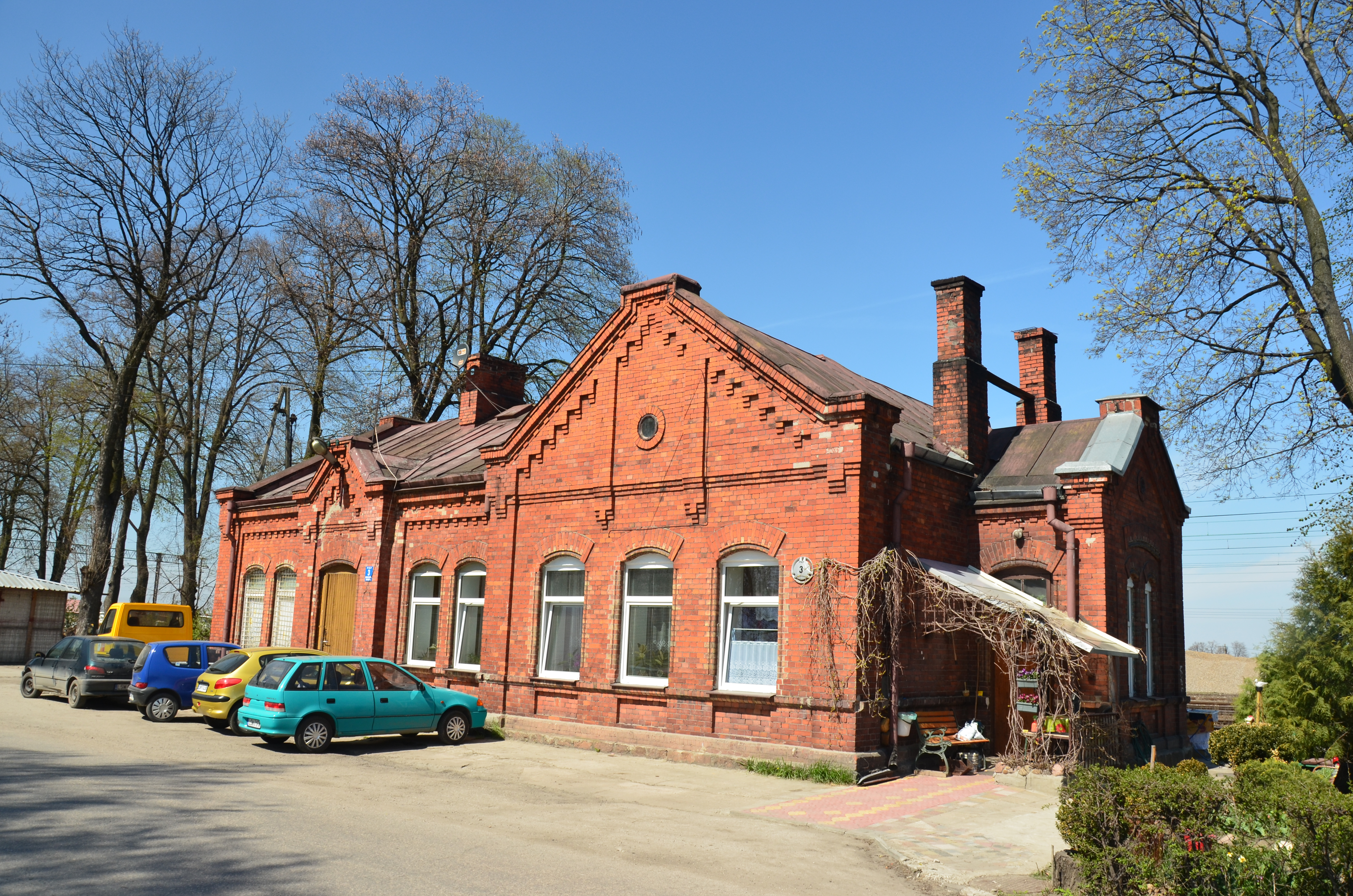
Antiga estação ferroviária

Świdnik, como uma cidade muito jovem planejada do zero, não tem monumentos, mas em Adampol (anteriormente uma vila separada, bem como uma estância termal de verão e balneário, e, em simultâneo, o bairro mais antigo da cidade) pode-se ver antigas casas de madeira. Entre os monumentos localizados em Adampol estão:
- Complexo da antiga estação ferroviária de Świdnik (a chamada “estação velha”), dos anos 1905–1914, agora fechada e adaptada para habitação. O complexo inclui a estação e a casa do chefe da estação, construída em tijolos vermelhos.
- Mansão de madeira “Bożenna”, de 1910 — rua Wojska Polskiego 36.
- Mansão de madeira “Grażyna”, de 1915–1917 — rua Kruczkowskiego 40.

Além disso, existem várias casas históricas de madeira em Adampol.
Nenhum dos objetos mencionados foi inscrito até o momento no registro de monumentos.

### Lugares representativos e de memória

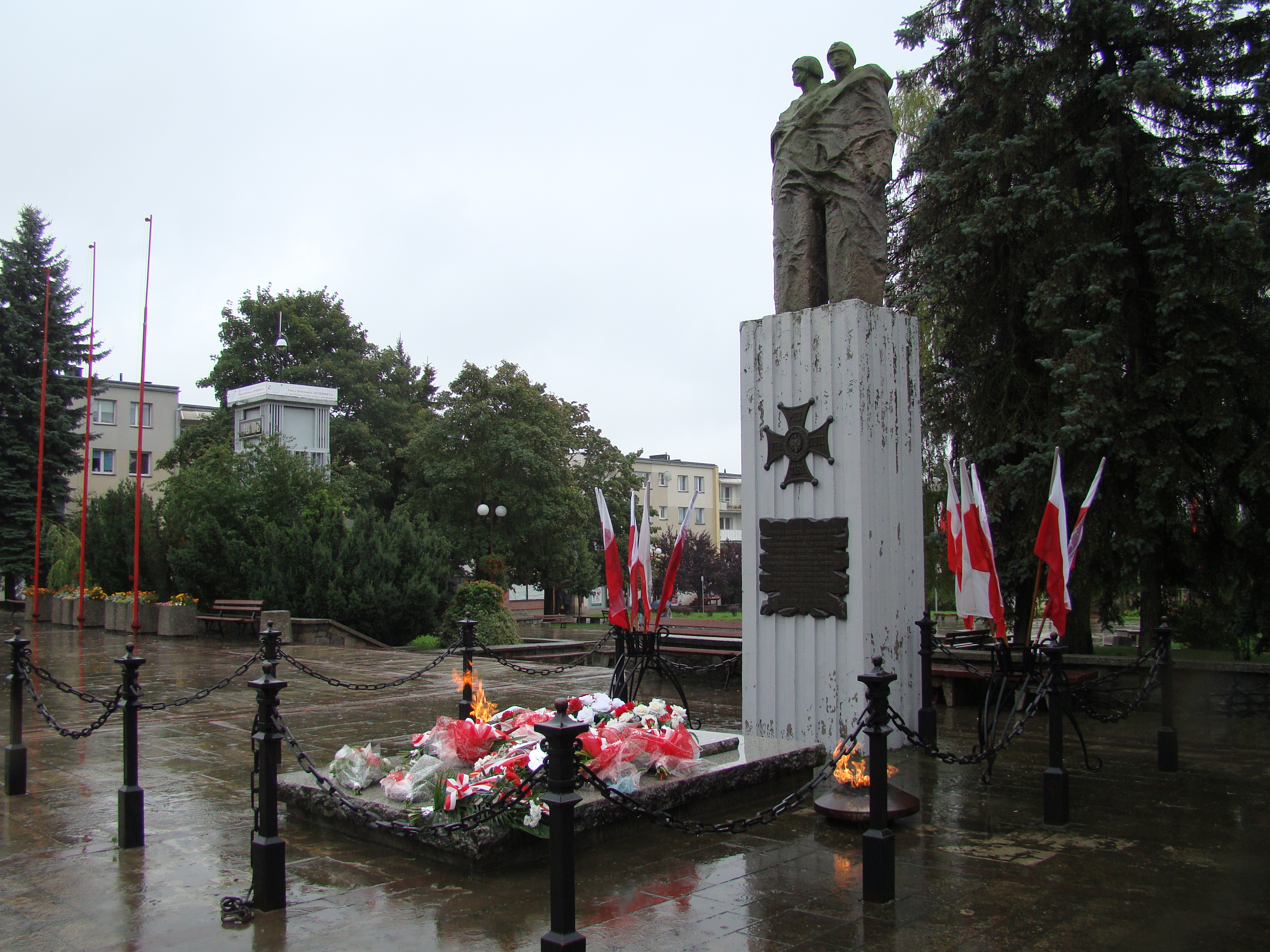
Túmulo do Soldado Desconhecido com um monumento na praça Konstytucji 3 Maja em Świdnik

Na rotatória Świdnik Lipca '80 (a principal rotatória da cidade), no meio da avenida, há um helicóptero SM-1 montado em uma estrutura de ferro, sendo um símbolo e cartão de visita de Świdnik.
O ponto central da cidade é a praça Konstytucji 3 Maja (comumente conhecida como praça Bolek e Lolek − devido ao monumento com uma escultura de dois soldados). A praça está localizada na esquina sudeste da interseção de Niepodległości e Cardeal Wyszynski. É composta por três níveis: o mais alto (na rua Niepodległości), médio e mais baixo, com respectivamente:
- Túmulo do Soldado Desconhecido com um monumento;
- Relógio da cidade (mostrando hora, data e temperatura do ar);
- Monumento à Constituição de 3 de maio.

No lado oposto do cruzamento das ruas Niepodległości e Cardeal Wyszyńskiego, há uma pequena praça com uma fonte da cidade. Há também uma pedra com uma placa comemorativa da chamada Caminhadas em Świdnik.
No final de avenida Lotników Polskich, no portão da fábrica PZL Świdnik, há uma estátua de Zygmunt Puławski. Além disso, há um monumento do NSZZ “Solidariedade” nas instalações da fábrica, que comemora as greves de Lublin em julho de 1980.
No cemitério municipal da Colônia Krępiec existe um monumento “Homenagem aos soldados”. Também existem túmulos de soldados de várias nações da época da Primeira e Segunda Guerra Mundial, transferidos para cá do antigo cemitério de guerra na Floresta Pós-hospitalar devido ao planejamento da construção de um aeroporto nesta área.

## Economia
Świdnik é um centro da indústria da aviação; a produção de helicópteros PZL está localizada aqui. Em 2009, a empresa foi comprada do Tesouro do Estado pela empresa ítalo-britânica AgustaWestland, (atualmente Leonardo S.p.A.), anteriormente cooperando com a PZL Świdnik por 13 anos.

Produtos da PZL Świdnik
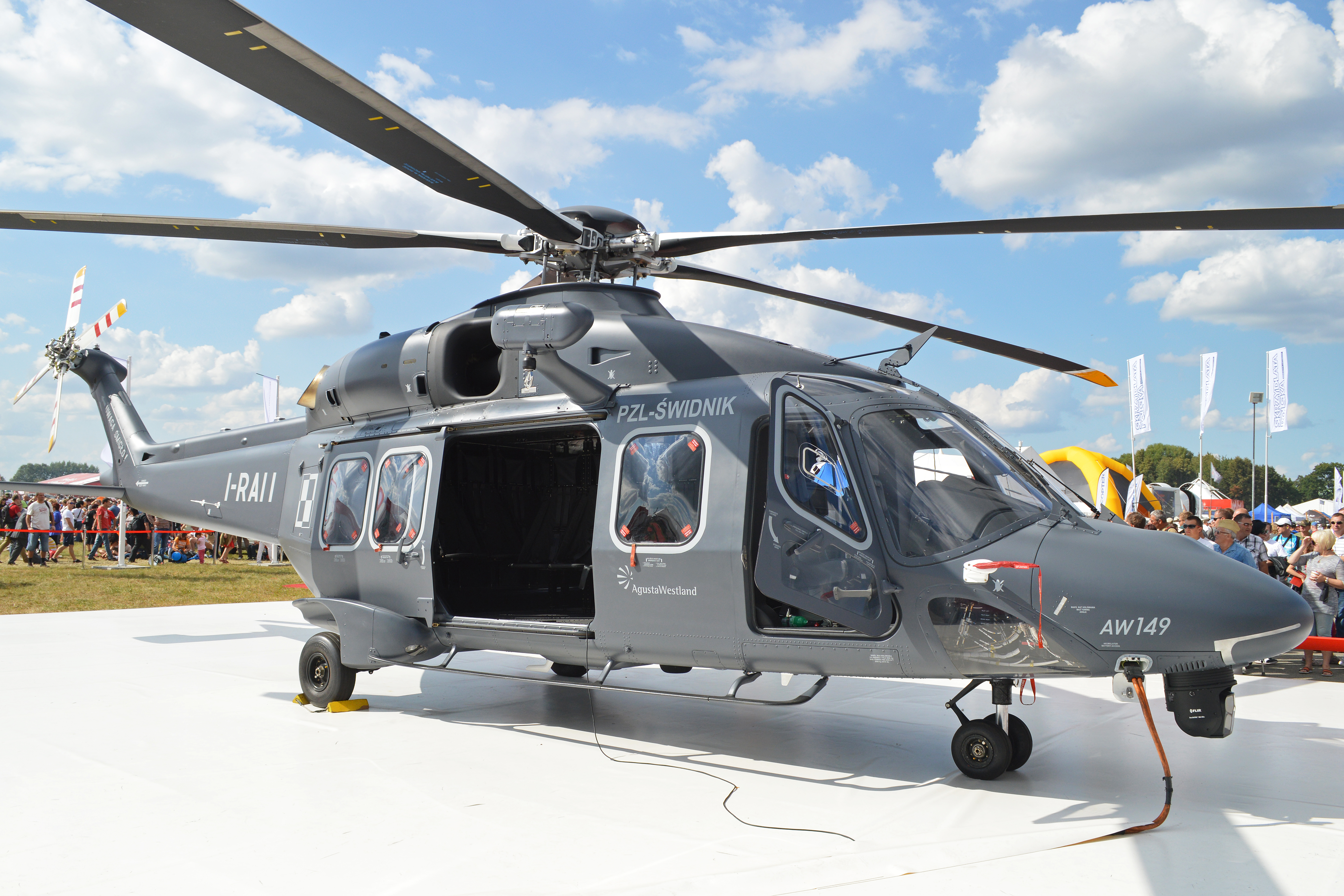
AgustaWestland AW149 no Air Show em Radom (2013)
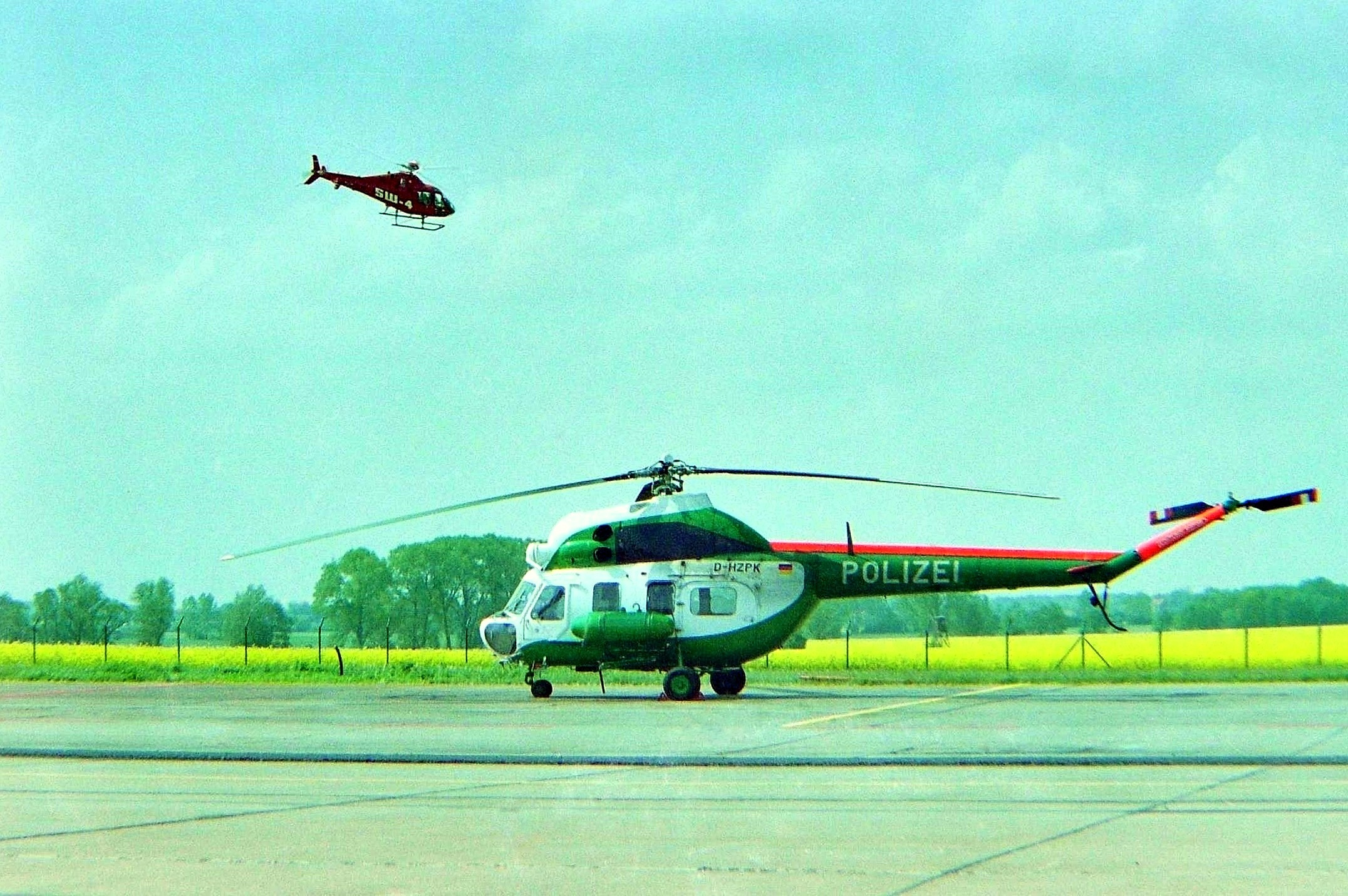
Produtos PZL-Świdnik no aeroporto de Berlim-Schönefeld (2002). Helicópteros PZL SW-4 e Mi-2
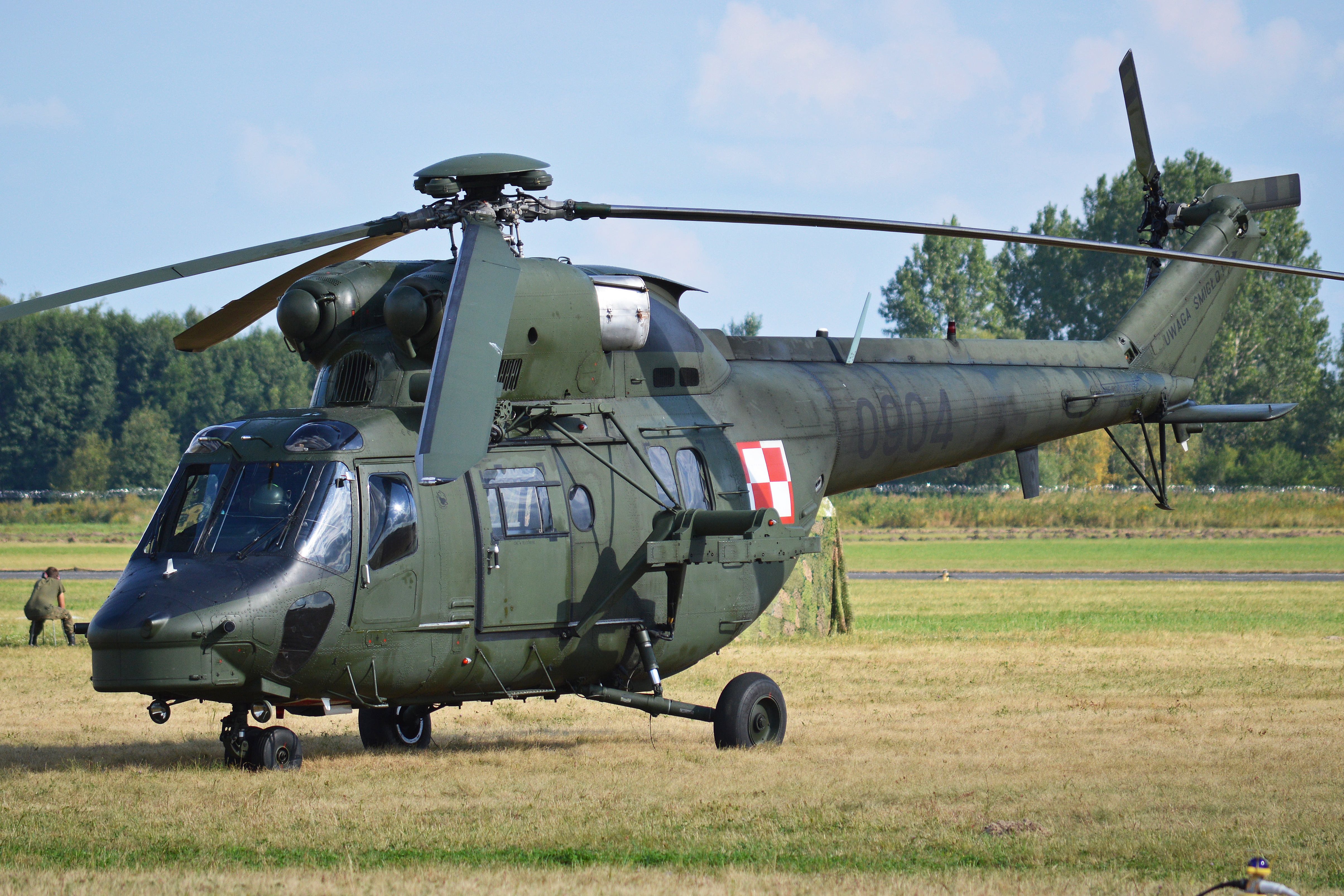
W-3WA Sokół em exibição estática durante o Air Show em Radom (2013)
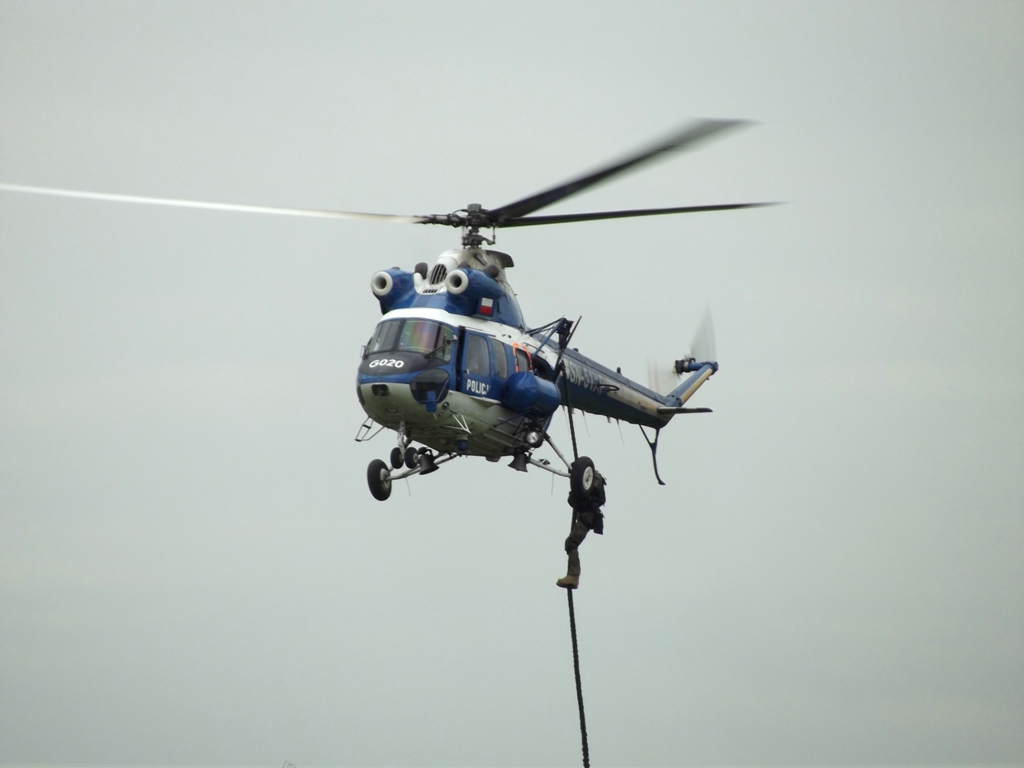
PZL Kania durante o IX Show Aéreo da Pequena Polônia em Cracóvia (2013)

## Transportes

### Transporte rodoviário
- Via expressa n.º 12: fronteira do país — Łęknica — Żary — Leszno — Kalisz — Sieradz — Piotrków Trybunalski — Radom — Lublin — Chełm — Berdyszcze — fronteira do país
- Via expressa n.º 17: (rodovia europeia E372): Zakręt — Lublin — Zamość — Hrebenne — fronteira do país
- Estrada provincial n.º 822: Lublin — Świdnik

### Transporte por ônibus
A cidade de Świdnik, como parte da aglomeração de Lublin, está melhor conectada com Lublin. A própria Świdnik, porém, não possui rodoviária (foi planejada na estação ferroviária de Świdnik Miasto), os ônibus circulam por toda a cidade. De Świdnik para Lublin (e vice-versa) há ônibus das seguintes linhas:
- Linha 5 (operada pela MPK Lublin) — via ruas Mełgiewska, Świdnik para Mełgiew;
- Linha 35 (operada pela MPK Lublin) — do distrito de Felin, via ruas Piasecka e Kalinowka para Świdnik;
- Linha 55 — operada pela MPK Lublin — operando na rota Czechów-Felin, alguns cursos estendidos para Świdnik;
- Linha noturna N2 (operada pela MPK Lublin) — operando na rota Węglin-Felin, alguns cursos estendidos para Świdnik;
- Świdnik — Kalinówka — Lublin através de Kalinówka e Bronowice para o Lublin PKS Sul;
- Świdnik — Lublin (PKP) através dos distritos de Felin e Bronowice até Lublin PKS Sul;
- Świdnik — Zadębie — Lublin através do distrito de Zadębie até a principal estação rodoviária de Lublin;
- Świdnik — Lublin (de ônibus) pelo distrito de Felin até a principal estação rodoviária de Lublin;
- Linha 80 — através de Kalinówka ao longo da rota W-Z, para a avenida Kraśnicka até a loja Kaufland.

Além disso, há linhas de Lublin através de Świdnik para outras cidades, como Piaski e Łęczna.

### Transporte ferroviário

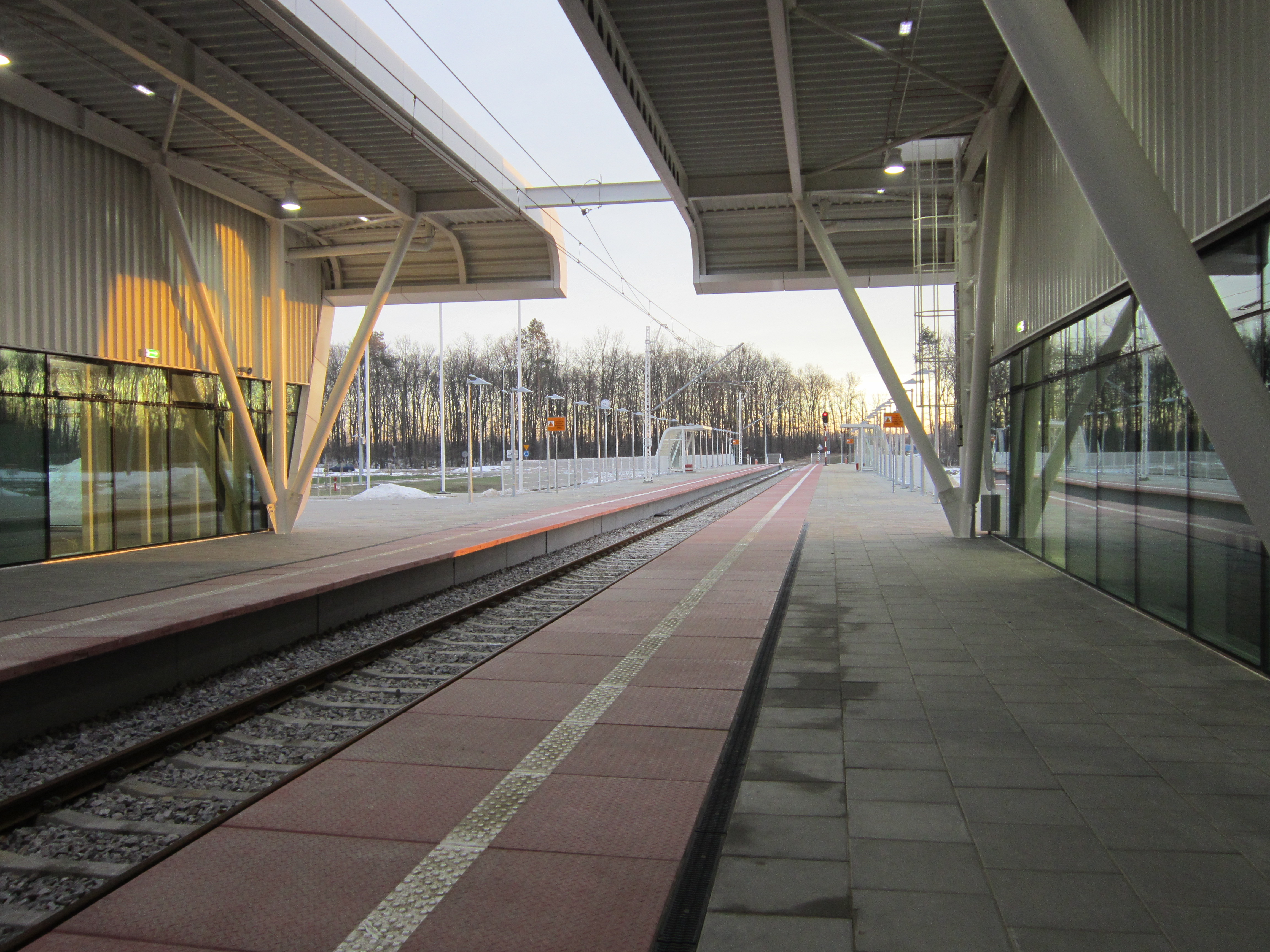
Parada ferroviária construída no terminal do aeroporto de Lublin

A linha férrea n.º 7 de Varsóvia a Dorohusk passa por Świdnik. As seguintes estações ferroviárias e paradas estão localizadas nesta rota: Świdnik (agora fechada e histórica, popularmente conhecida como “estação antiga”), a estação principal de Świdnik Cidade e a parada de Świdnik Leste. Além disso, foi construída uma nova linha ferroviária n.º 581, que leva diretamente ao aeroporto de Lublin (o terminal de passageiros funciona como uma parada do aeroporto de Lublin).

### Transporte aéreo

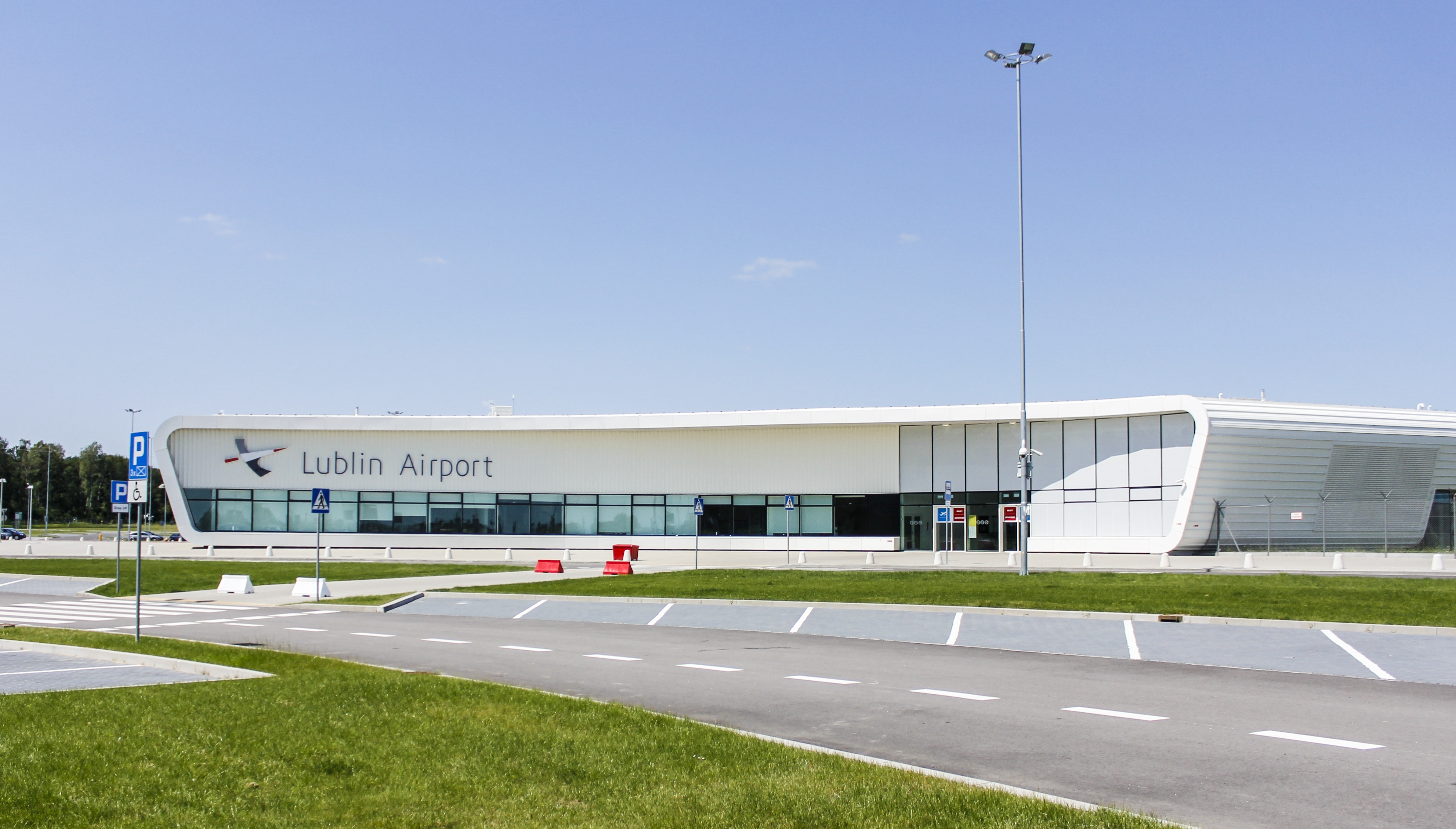
Aeroporto de Lublin

Em 17 de dezembro de 2012, foi inaugurado o recém-construído aeroporto de Lublin, localizado logo atrás da fábrica WSK “PZL-Świdnik”. Uma nova seção da estrada de Świdnik e a linha ferroviária levam ao aeroporto. Além disso, o antigo aeródromo de grama do Aeroclube de Świdnik ainda está em operação.

## Cultura
Em Świdnik há o cinema “Lot” e um estádio de futebol do time de Świdnik “Avia Świdnik”. Tarefas importantes no campo da cultura também são realizadas pelo Centro Cultural Municipal em Świdnik. Há também o Centro Municipal de Prevenção, onde treina o grupo de teatro “Aplauz”.
Em Świdnik, cerca de uma dúzia de murais foram criados referindo-se à história da cidade (“Kadry Świdnik”). O projeto Kadry Świdnik é implementado em cooperação com a Prefeitura e o Centro Cultural Municipal em Świdnik e iniciado por Paweł Kasperek.
Em Świdnik, há a Biblioteca Municipal e Distrital Anna Kamieńska com suas filiais.
O Świdnik Jazz Festival é organizado desde 1996.

## Educação

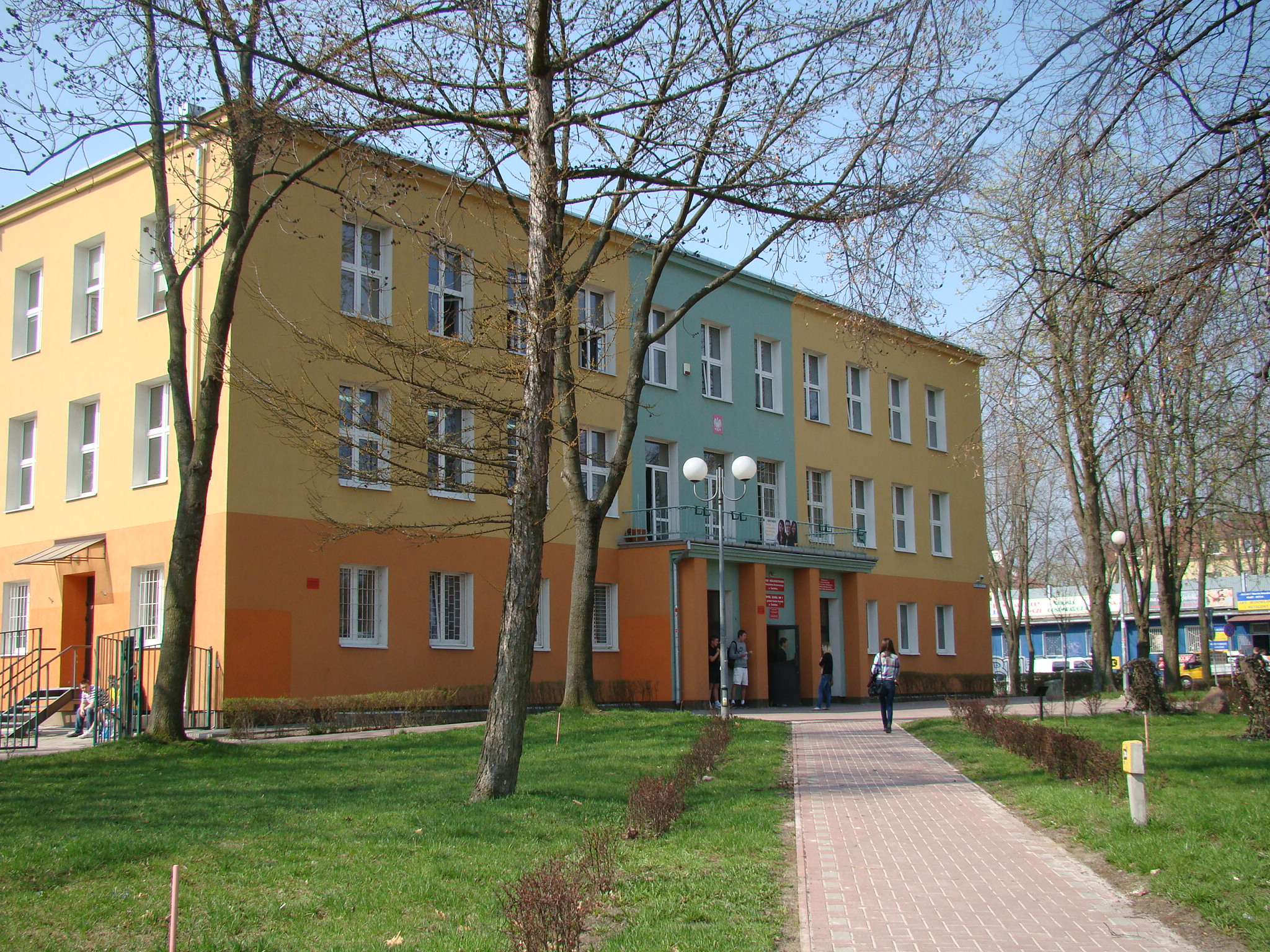
I Escola Secundária Władysław Broniewski

### Escolas primárias
- Escola primária n.º 3 Tadeusz Kosciuszko[28]
- Escola primária n.º 4 General Władysław Sikorski[28] (no Complexo Escolar de Educação Geral n.º 1)
- Escola primária n.º 5 Janusz Kusociński[28]
- Escola primária n.º 7 Soldados do Exército Nacional[28]
- Escola Especial e Centro Educacional Henryk Sienkiewicz[28]
- Escola primária particular “Atena”[28]

### Escolas secundárias gerais
- I Escola secundária Władysław Broniewski[29]
- II Escola secundária para Adultos[29]
- II Escola secundária no Complexo Escolar Secundário n.º 1[29]
- III Escola secundária com Departamentos de Integração[29]
- Escola secundária para adultos “Edukator”

### Escolas técnicas
- Escola Técnica de Ensino Médio n.° 1 (no Centro de educação profissional do condado Zygmunt Puławski)[30]
- Escola Técnica Secundária n.° 2 (no Complexo Escolar Cyprian Kamil Norwid n.° 1)[30]

## Comunidades religiosas

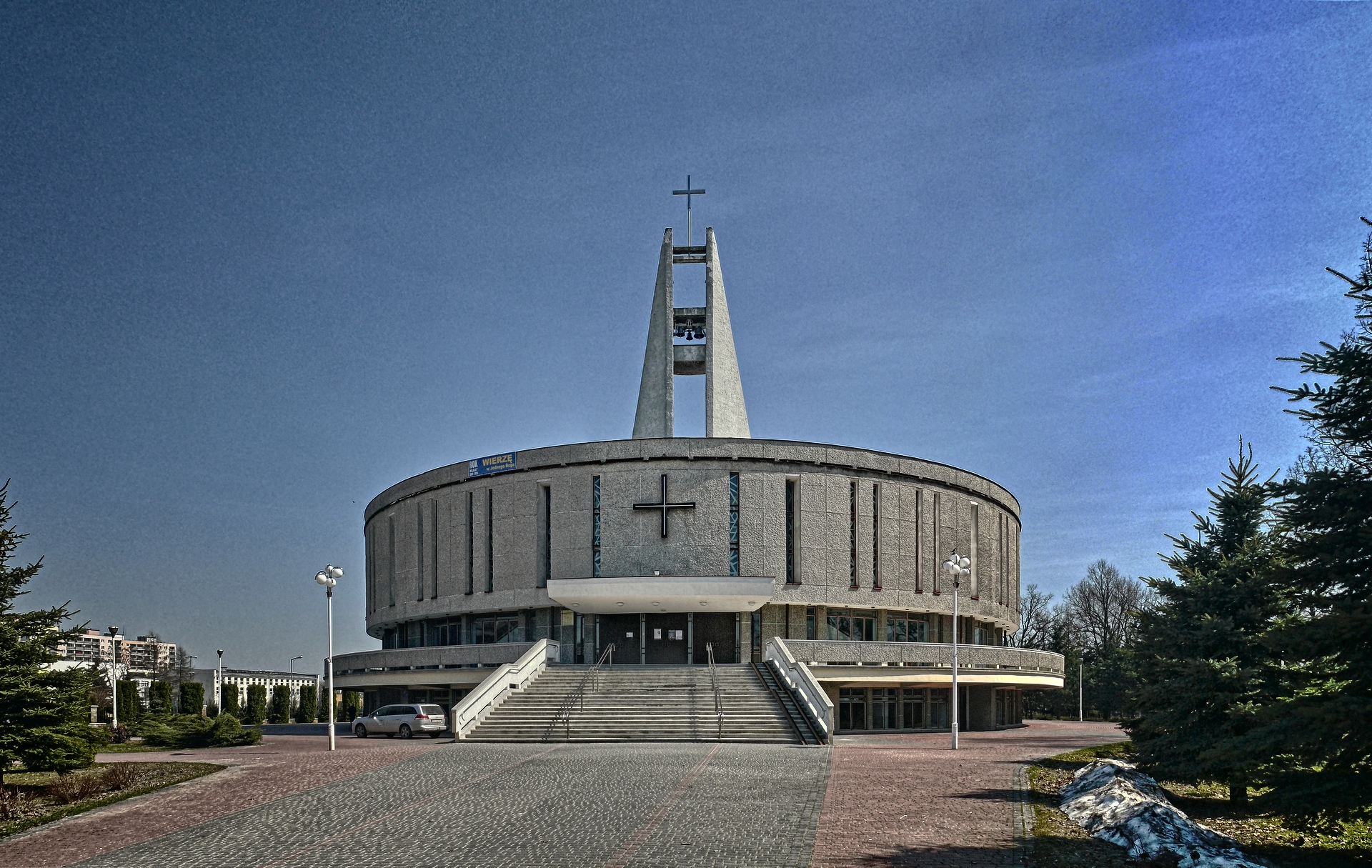
Igreja da Bem-Aventurada Virgem Maria, Mãe da Igreja

Świdnik foi fundada como uma cidade socialista e por muitos anos não havia igreja nela. Os católicos residentes em Świdnik pertenciam à paróquia rural de Kazimierzówka e lá assistiam às missas, ou frequentavam as igrejas de Lublin. Esta situação perdurou até há década de 1970. Só em 1975 é que as autoridades autorizaram a construção da primeira igreja, e em 1982 foi constituída a primeira paróquia. Atualmente, um total de quatro paróquias católicas e várias outras comunidades cristãs realizam atividades pastorais na cidade.

### Catolicismo
- Igreja Católica de Rito Latino — quatro paróquias:
  - Igreja da Bem-Aventurada Virgem Maria, Mãe da Igreja — rua Wyszyńskiego 32[31]
  - Paróquia do Cristo Redentor — rua Kosynierów 6[32]
  - Paróquia de São José — rua Partyzantów 64[33]
  - Paróquia de Santa Cunegunda — rua Klonowa 16[34]

### Protestantismo
- Comunidade Evangélica Cristã – Posto missionário em Świdnik[35]
- Igreja de Jesus Cristo da Fé Cristã — rua Mechaniczna 13[36]
- Igreja Evangélica da Fé na Polônia — igreja “Koinonia”, rua Racławicka 38-44 (Dom Rzemiosła)[37]

### Restauracionismo
- Testemunhas de Jeová, 3 congregações (Salão do Reino, rua Kamińskiego 18):
  - Igreja Świdnik-Leste
  - Igreja Świdnik-Oeste
  - Igreja Świdnik-Norte
- Associação dos Estudantes da Bíblia Livre — rua Jagiełły 17[38]

## Esportes
Em Świdnik, existem vários clubes com tradições derivadas do antigo Fabrycznego Klubu Sportowego Avia: clube de voleibol ASPS Avia Świdnik, clube de futebol da terceira liga MKS Avia Świdnik, Clube de Tênis Avia Świdnik, Avia Świdnik Comuna e Condado Associação de Boxe e Clube de Natação Avia Świdnik. Além deles, há o Świdniczanka Świdnik, o Clube Esportivo de Combate Lublin Dan Świdnik (taekwondo e kickboxing), uma filial Clube de Caratê do Lublin Kyokushin, SKS Shiroikaj - judô, Aeroclube Świdnik, TKKF Świt (tiro esportivo) e o Clube de Motociclismo “Champion”.